# Човекът и неговите символи
Човекът и неговите символи (на английски: Man and His Symbols) е последната психологическа работа написана от Карл Юнг преди смъртта му през 1961 г. За първи път е публикувана през 1964 и е разделена на пет части, четири от които са написано от сътрудници на Юнг: Джоузеф Хендерсън, Мари-Луиз фон Франц, Аниела Яфе и Йоланде Якоби. На български е издадена през 2002 от издателство „Леге-Артис“. Книгата е замислена като въведение в теориите на Юнг и е написана повече за обикновени хора, отколкото за студенти по психология.